# Crèpida

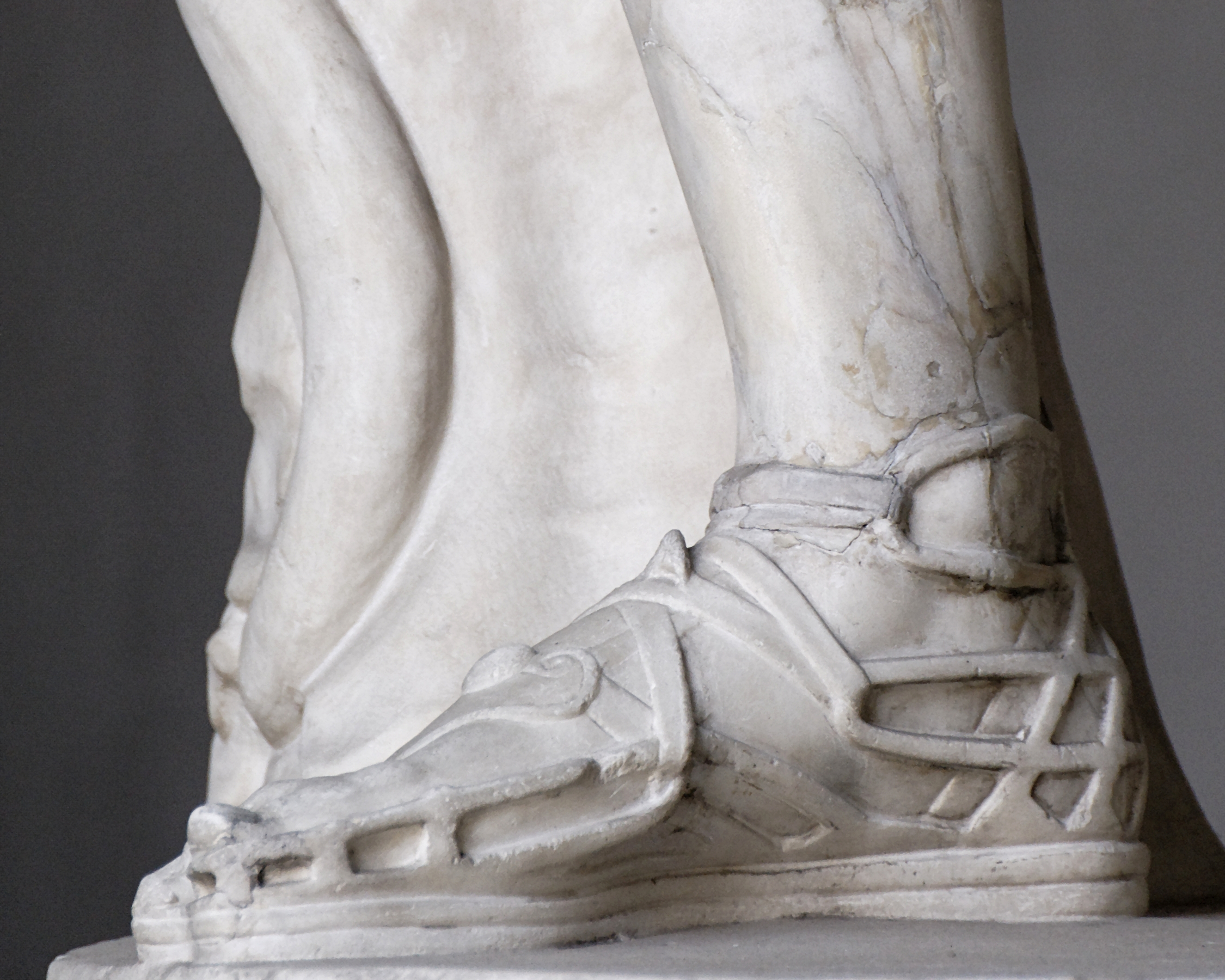
Apol·lo de Belvedere amb crèpides

Crèpida (grec antic: κρηπίς, llatí: crepida) era el nom d'un tipus de sandàlia que s'usava a Grècia i a l'antiga Roma, segons Aulus Gel·li.
Sembla que inicialment era un calçat fet de cuir, usat pels pagesos i tenia una sola gruixuda clavada amb claus, diu Plini el Vell, i reforçada amb plaques de plom o de bronze. Hagnó, un dels generals d'Alexandre el Gran, portava les soles clavades amb claus d'or o de plata, explica Plutarc. La part del damunt no tapava gaire el peu, i tenia uns ullets per on es passaven les corretges de cuir per lligar-les i de vegades s'adornaven amb joies o es tenyien de porpra, i subjectaven la crèpida per l'empenya. La part del taló era tancada, però la part superior acostumava a ser oberta i formava una mena de xarxa amb anelles de cuir per on passaven les corretges. S'usava indistintament en qualsevol dels peus.
Suetoni i Plutarc diuen que era el tipus de calçat usat normalment pels grecs, i a Roma una tragèdia on els actors portessin vestits grecs, portaven també aquestes sabates i de l'obra se'n deia fabula crepidata. Era també la bota que usaven els militars a Macedònia, mentre que els soldats romans portaven la càliga. La crèpida es portava sempre amb la clàmide i la causia.